# Gertrud Elisabeth Márová
Gertrud Elisabeth Márová (v německém prostředí a nepřechýleně Mara, rozená Schmeling/ová, 23. února 1749 Kassel – 20. ledna 1833 Tallinn) byla německá operní sopranistka.

## Život

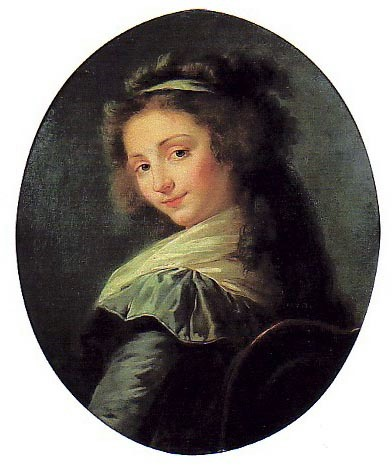
Gertrud Elisabeth Mara na malbě Louise Élisabeth Vigée Le Brunové

Gertrud se narodila v Kasselu jako dcera chudého hudebníka Johanna Schmelinga. Otec ji učil hře na housle a ještě jako dítě zaujala svou hrou na frankfurtském veletrhu natolik, že byla uspořádána sbírka peněz na její zajištění. Dostalo se také jí pomoci od vlivných přátelé, díky které mohla pět let studovat v Lipsku u skladatele Johanna Adama Hillera a vedle Corony Schröterové, která objevila její nádherný soprán.
Jako zpěvačka vystoupila poprvé v roce 1771 a brzy byla uznána jako největší německá zpěvačka. Získala trvalé angažmá u pruského dvora v Berlíně, avšak její sňatek s českým violoncellistou jménem Jan Baptista Mára, synem českého skladatele Ignáce Františka Máry, jí způsobil potíže a v roce 1780 byla propuštěna.[ujasnit]
Poté zpívala ve Vídni, Mnichově a jinde a nakonec od roku 1782 v Paříži, kde její rivalita se zpěvačkou Luísou Todiovou rozdělila veřejnost na todisty a maratisty.
V roce 1784 odjela do Londýna, kde s velkým úspěchem s občasnými návštěvami Itálie a Paříže vystupovala až do roku 1802. Poté se na několik let stáhla do Ruska, kde v době francouzské invaze přišla o své úspory. V roce 1819 znovu navštívila Anglii, ale poté opustila jeviště.
Odešla do Livonska, kde se živila jako učitelka hudby v Reveli (dnešní Tallinn), a kde v roce 1833 zemřela v naprosté bídě. Byla pohřbena na hřbitově v Kopli.